# Джон Ейбрахам
Джон Ейбрахам (на хинди: जॉन अब्राहम) е индийски актьор и филмов продуцент.
Роден е на 17 декември 1972 година в Бомбай в семейство на малаялски монофизит и зороайстрийка от ирански произход. Известен с ролите си на екшън герой, той е носител на Национална филмова награда заедно с четири номинации за награди Filmfare. Ейбрахам е класиран на 46-о място в списъка на 100-те знаменитости на Forbes India за 2017 г.